# 万佛塔 (金华)

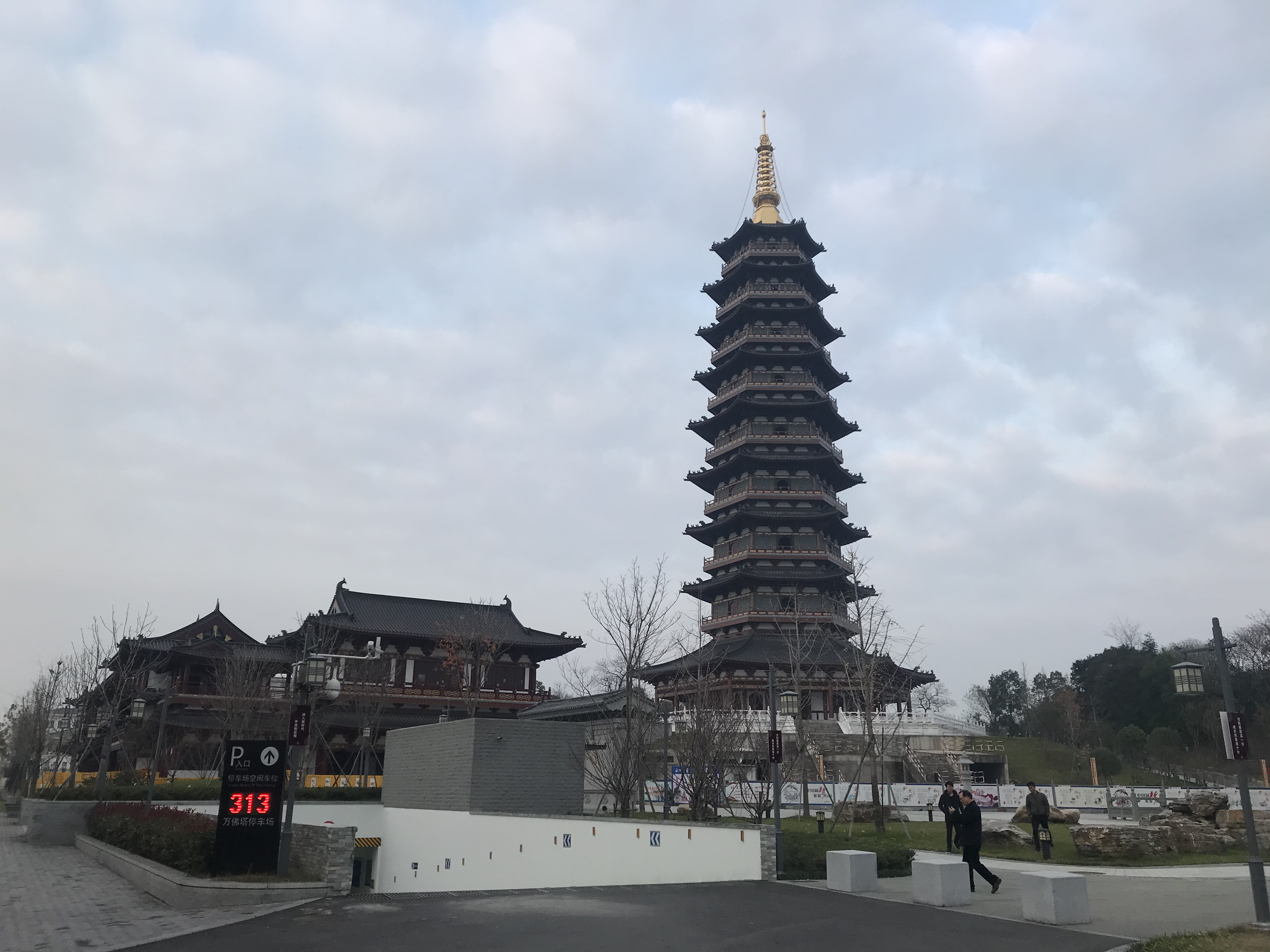
2014年重建的万佛塔

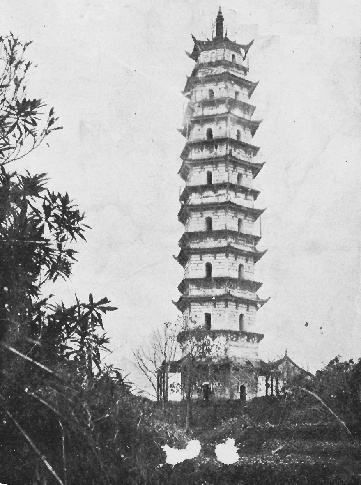
拆除前万佛塔近景，反映了清代道光年间大修之后的样貌，民国初年拍摄

金华万佛塔本名密印寺塔，亦作永福寺塔，原为北宋所建的密印寺佛塔，因其塔身镶嵌着数以万计的砖雕佛像而被俗称为万佛塔，原址位于今中国浙江省金华市婺城区将军路122部队医院内，曾为金华府城的标志性建筑，原塔于中国抗日战争时期拆除，仅存遗址，2014年易地重建新塔。

## 历史

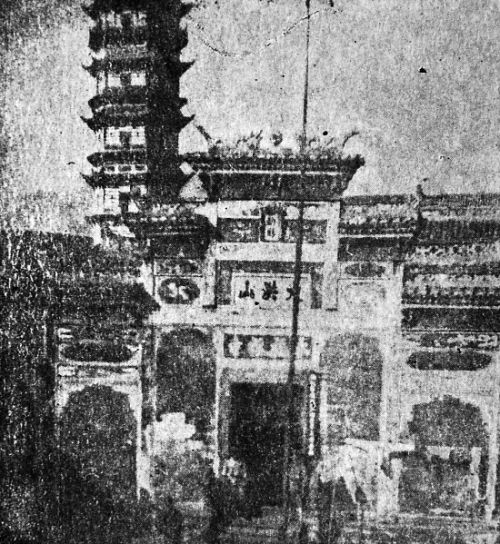
民国初年的敕赐永福禅寺及万佛塔旧照。

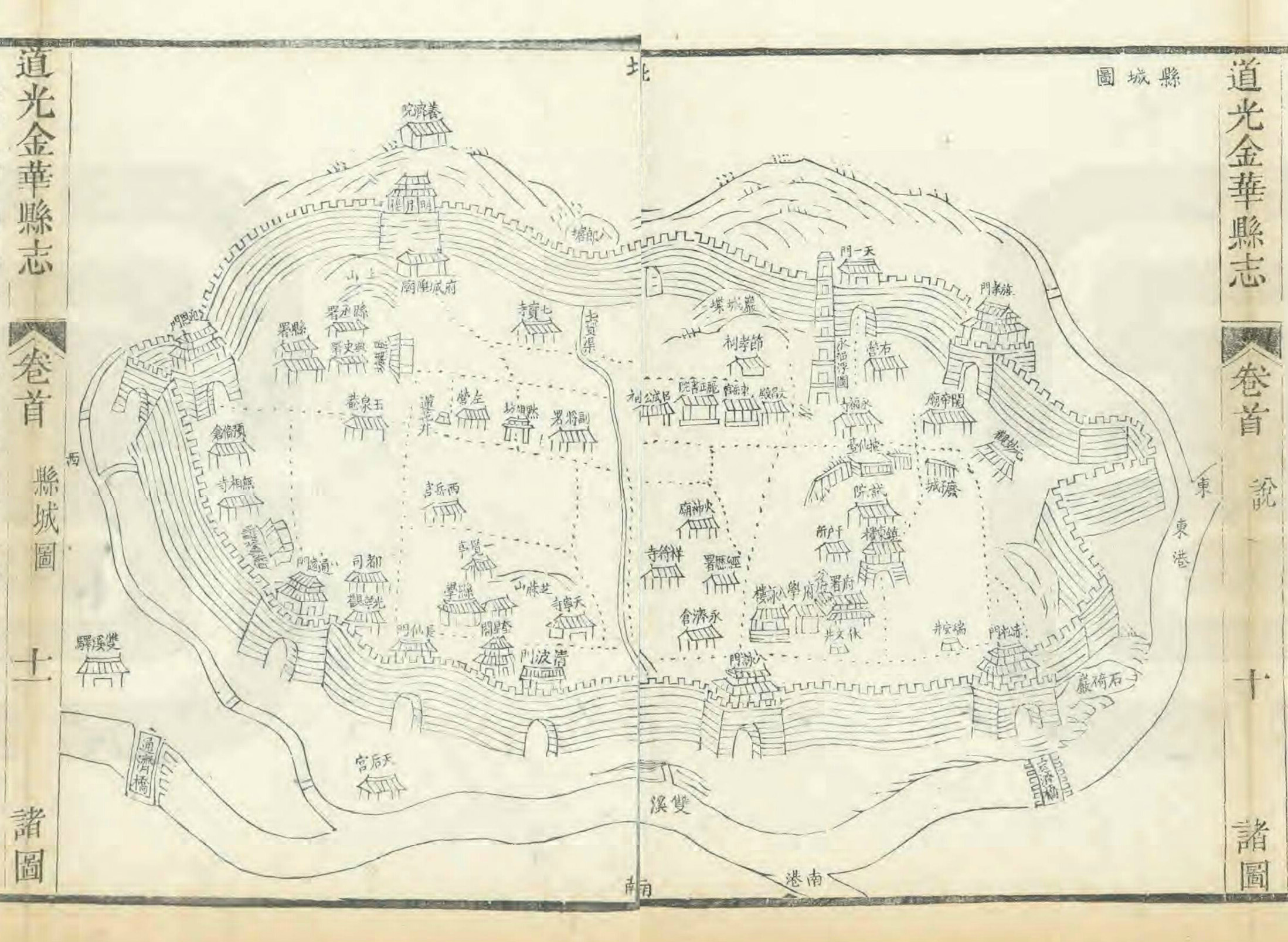
清道光三年（1823）《金华县志》县城图，图中的永福浮屠即万佛塔。

万佛塔所在的永福寺原位于金华子城外、外城内东北部，原清代金华府试院北侧，始建于五代吴越国时期，北宋大中祥符年间更名密印寺，后废，清道光时重建后仍名永福寺，民间俗称塔下寺。万佛塔则位于寺西北侧大洪山顶（为城东最高处），由寺僧居政募建于北宋嘉祐七年（1062）至治平元年（1064）间，清道光二十六年（1846）寺僧定钫募资大修。
抗日战争时期，金华守军曾在万佛塔三层设立防控监视所，通过日间敲警钟或挂旗帜，夜间挂警灯的方式进行防空警报。1942年4月，侵华日军发动以衢州、金华为目标的浙江战役，5月时任浙江省主席黄绍竑、第三战区司令长官顾祝同等认为万佛塔目标过大，易被日机轰炸，下令金华城防司令王铁汉拆塔，日军占领金华时尚未拆完，此后日军继续将塔拆尽，使用拆下塔砖构筑堡垒、炮台等工事。
虽然金华民间一直有重建万佛塔的呼声，但原址重建拆迁难度过大，2007年《金华历史文化名城保护规划》提出异地重建的方案，并择址于婺江北岸、东市街东侧地势最高处（原金华自来水厂老厂区内，新塔即位于原自来水厂水塔所在山坡上）。2014年8月万佛塔重建工程启动，2017年底竣工，同时依塔建万佛塔公园，园内有重建的赤松门、古城墙、浮桥码头等，登塔可远眺金华城区与婺江。

## 建筑
万佛塔原为九层六面的砖木结构楼阁式塔，总高约60米，塔内设扶梯可登临。但民初所拍摄的照片中塔外观只有八层，一说第九层早已毁坏，一说塔外观的底层与二层之间内有一暗层。塔身外壁上半部的每块砖上均镶嵌有砖雕佛像（佛像为使用模具单独制作后嵌入生砖坯内），结跏趺坐在莲台上，旁有与捐赠者相关的文字（如“蔡唐氏敬”、“报父母恩”等），其数万计，故俗称万佛塔。但目前由文物部分收藏的佛像砖数量稀少，大量佛像砖在塔拆除后下落不明。
万佛塔拆除后，地面仅剩对角长9.9米、宽8.5米的部分台基，1956年底，金华驻军在建设122医院时意外发现万佛塔地宫，次年初由浙江省文物管理委员会进行考古发掘。地宫（地宫内文物上的铭刻均称之为“龙宫”）位于塔基之下，呈方形，长1.4米、宽1.2米、深1.57米（以上不含外壁石板），由六块厚0.15米的红砂质石板砌成，其上均有刻字，其中铺底的石板为刻经题记，提供了“嘉祐七年”的年代信息，盖顶的石板之上另有两层共13块青白色的长条石。地宫内靠北壁正中有一座石经幢，幢前有铁箱一只，箱内残存很少几件文物，其余都摆在靠东、南、西三壁的石座上。因盖顶的石板中心略偏东有一个凿得不整齐的圆洞（直径约30厘米），引发了对地宫是否曾被盗的争论，至今没有统一的观点。
新建的万佛塔由清华大学建筑学院郭黛姮设计，采用钢混结构，以宋代万佛塔的造型为蓝本，外观仍为九层六面，实际包含暗层为外九内八共十七层，总高99.99米。塔下有面积1900多平方米的地宫，可用于文物陈列展示，塔内1-13层设有小型电梯以及两路步行楼梯，以满足现代消防规范和观览舒适性的要求。新塔采用了藻井、月梁、壁雕等宋代建筑造型元素，同时融合了金华本地的铜雕、木雕等工艺。为再现“万佛”盛况，塔身干挂3700多块佛雕像砖，并计划在塔内设7000多个佛龛。

## 出土文物

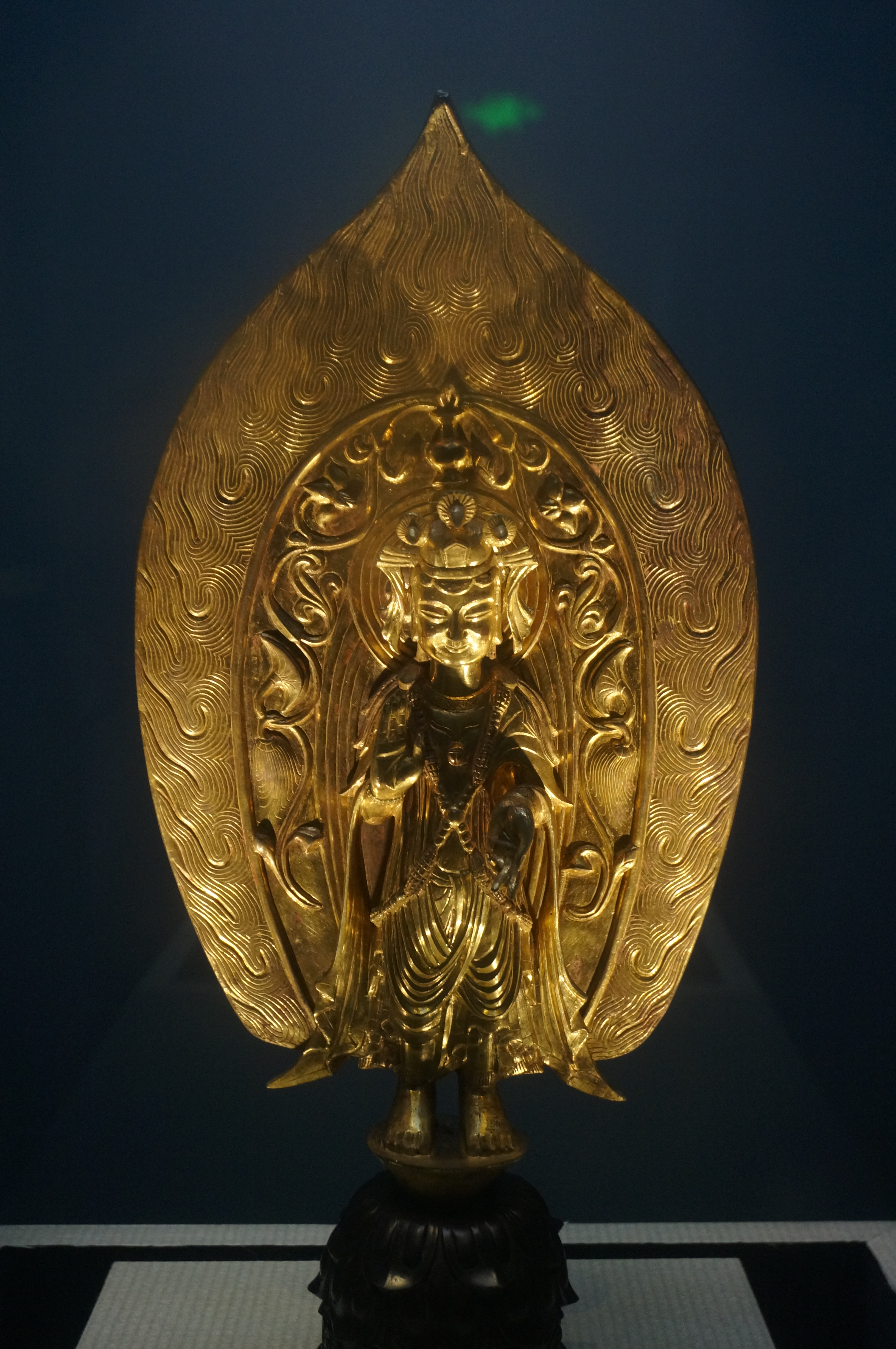
万佛塔地宫内出土的南朝鎏金铜大势至菩萨立像，现藏于浙江省博物馆。

万佛塔地宫中出土了石经幢、金涂塔、铜造像、铜镜等35类共183件文物，其来源主要包括寺僧化缘所得、信众捐赠和吴越国王钱弘俶所赐等，现藏于中国国家博物馆、浙江省博物馆（占绝大部分）、金华市博物馆等处，其中以五代鎏金铜观音造像（俗称“水月观音”）最为珍贵，造像通高53厘米，造像高38.5厘米，底座宽20厘米，背光高39.9厘米，为国家一级文物，现藏于中国国家博物馆。
地宫中出土的石经幢为红砂石质，高1.47米，分七段，其中幢身高0.54米，上刻“无垢净光大陀罗尼经”，题记中同样提供了“嘉祐七年”的年代信息。近年有研究认为该文物实为宋代用刻有经文的幢子配装在唐代石灯部件上而成，兼有经幢和石灯的功能，应命名为灯幢。

## 文化
金华民间传言，如站在上浮桥看，整个金华城就像一条船，船头朝东，万佛塔像桅杆，通济桥像跳板。在拆塔的同一时期，为掩护部队撤离，王铁汉也下令炸毁了部分城墙及通济桥，民间遂传言金华要败了，因为“桅杆”拆了，“跳板”炸了，船要沉没了。
金华民间有观点认为蒲松龄《聊斋志异》中聂小倩和宁采臣的故事即发生在永福寺，按《聊斋志异·聂小倩》记述，“宁采臣，浙人……适赴金华，至北郭，解装兰若。寺中殿塔壮丽，然蓬蒿没人，似绝行踪”。有观点认为文中的“兰若”是梵文音译，泛指寺庙，“北郭”是指寺在金华府城北城墙附近，“殿塔壮丽”表明寺内有塔，而当时金华府城内只有永福寺万佛塔一座塔。同时宁采臣为赴试的考生（文中有“宁疑为赴试者，而听其音声，殊不类浙”，“诘旦有兰溪生携一仆来候试，寓于东厢”等语句），永福寺恰在考场（金华府试院）之后，寺外原为乱坟岗，亦与文中“出寺外，见荒坟累累”的语句相吻合。
万佛塔旧址附近现留存“塔后巷”地名，为古子城历史文化街区一级历史街巷:138。